# 勒内·穆尔隆
勒内·穆尔隆（法語：René Mourlon，1893年5月12日—1977年10月19日），法国男子田径运动员。他曾代表法国参加1912年、1920年和1924年夏季奥林匹克运动会田径比赛，其中1920年奥运会获得一枚银牌。